# 盧什魮
盧什魮（学名：Barbus lujae）為輻鰭魚綱鯉形目鯉科的其中一個種，於1913年由乔治·亚伯特·布兰洁描述。該物種分布於非洲剛果民主共和國Lukinda河流域，體長可達7.5公分。

## 扩展阅读
維基物種上的相關：盧什魮